# しあわせにできる
『しあわせにできる』とは、谷崎泉原作のBL小説である。イラストは陸裕千景子。

## 概要
2003年4月に二見書房シャレード文庫として発行。全12巻+番外編1巻。またインターコミュニケーションズよりドラマCDも5巻まで発売された。主な舞台は、日芳物産建設部。キャッチフレーズは「働く男の強引愛」（第一部）、「しあわせラブライフ」（第二部）。

## 登場人物
本田雪彦（ほんだ ゆきひこ）声 - 森川智之
建材三課→ロングランナーの人事部所属の会社員。28歳～。美人かつ仕事上では有能で厳しい反面、お人好しで恋愛には鈍感。皇に振り回されている苦労人。豊川課長との信頼は厚く、三課の皆からは慕われている。映と昴からは言い寄られ、早紀や蝶子ママ（声 - 池本小百合）からは気に入られている。三田の寮→白金の和風一軒家に住んでいる。洋酒と甘いものが苦手。
父親は楠篝（くすのき かがり）。3月3日生まれ。母親似。白金生まれで、銀座育ち。
久遠寺皇（くおんじ みこと）声 - 置鮎龍太郎
プロジェクト二課所属の会社員→ロングランナーの専務取締役→社長。28歳～。以前はニューヨーク支社にいた。仕事上では有能であり、しかも傲岸不遜かつ天然で嫉妬深い坊ちゃんでもある。雪彦に一目惚れして以来、強引に迫る（※しかもそのやり方がヤンデレ気味）。丸の内でのホテル暮らし→雪彦の隣室→白金の和風一軒家に住んでいる。蝶子ママの店の常連客。上司は平沢課長（声 - 高田べん）。面倒見が良く、和哉からは慕われ、深雪を可愛がっている。
父親は巌（いわお）、母親は沙耶子（さやこ）。4月8日生まれ。背格好と風貌は昴に似ている。魚料理が得意。目白出身。
各務保（かがみ たもつ）声 - 鈴村健一
建材三課所属の会社員にして、雪彦にしごかれている後輩。25歳～。素直で何事にも挫けない性格。三田で寮暮らしし、3年後には桜子と結婚、さらに2年後には1児の父親となる。甘党で仕切り上手。福井県出身で、妹は看護師。少々天然かつ鈍感。舅・姑とも仲が良い。
豊川（とよかわ）声 - 高木渉
部下からの信頼が厚い、建材三課課長。お調子者かつ子煩悩な、恐妻家。色恋沙汰には全然絡まない。円満解決策に長けている。3年後には大阪支社へ転勤する。
徳永映（とくなが あきら）声 - 小杉十郎太
女性関係が非常に派手な、久徳の2代目社長。雪彦のことがお気に入り。皇より10歳上の兄にして、昴より2歳下の弟。妻は早紀、娘は深雪、息子は蒼（そう）。年上の妻には頭が上がらなく、娘を溺愛し息子とは犬猿の仲である。ギャンブルには滅法強い。夫婦仲は良く、しかも2人ともいつも元気はつらつ。母親似で、性格は祖父に似ている。高輪に家を持ちながら、帰る頻度は少ない。
森田祐一（もりた ゆういち）声 - 飛田展男
映の秘書兼お目付け役であり、人の捜索と詮索に長けている。近々結婚予定あり(?)な次男。42歳～。早紀とは同い年かつ大学の同窓関係。母親は70歳を超えた女傑であり、早紀とは仲良し。高輪で一人暮らししている。東京大学法学部卒で、弁護士の資格持ち。杉並出身。粘着質かつ恋愛には面倒くさがりな性格。
里吉（さとよし）
（元）プロレスラー→映の専属運転手。強面かつ脳味噌筋肉族な男。人の顔と名前を覚えるのが速い。映に忠実でありながら、祐一には弱い。押しに弱く、しかも寡黙。
久遠寺昴（くおんじ すばる）声 - 古澤徹
映&皇の兄。雪彦への迫りは、皇への腹いせ。兄弟仲は悪く、特に皇とは最悪。根暗かつ畏怖感たっぷりなのに、憎めない頭取。祖父には頭が上がらない。父親似であり、本当は政治家になりたかった。
徳永信義（とくなが のぶよし）声 - 緒方賢一
久徳の創業者兼社長→会長にして、沙耶子の父親。常にポーカーフェイスかつマイペースで、腹の中が分からない寡。妻とは死別し、一人娘を溺愛しているが故に、彼女を愛している巌のことが大嫌い。静香のことがお気に入り。映を徳永家養子に迎え入れた張本人で、篝と静香にいろいろと支援してきた。好奇心旺盛かつ少々いたずら好き。定住せず、いつも各国を転々と飛び回っている。
菊池静香（きくち しずか）声 - 水落幸子
雪彦の母親にして、現菊池社長夫人。40歳を超えているのに、まったくそうは見えない風貌。早紀とは顔見知りであり、映のことも知っている。10代からお水関係に入り、信義の顧客だったころに、篝と恋に落ちた。芯と気が強く、息子の前でも弱いところを見せない。20歳過ぎに自分の店を持ち、蝶子を副店長に任命していた。旧姓：本田。
落合桜子（おちあい さくらこ）声 - 牧野芳奈
建材三課所属の女子社員であり、三課の女性陣の中では大先輩。3年後には同い年かつ2年後輩（保）と結婚し、さらに2年後には1児の母親となる。料理上手。曽祖父が大地主、祖父が不動産会社の創業者、父親がその社長な、生粋の箱入りお嬢様。実家から通勤し、猫を2匹飼っている。特に後輩の佐藤由美（声 - 稲垣美和子）と石川敦子（声 - 武田華）とは仲良し。実は、幼等部から短大部までのエスカレーター式女子校育ちである。成城出身。

逢坂まゆり（おうさか まゆり）声 - 山下亜矢香
雪彦より年上の元カノ兼数少ない理解者にして、ホステス→ママ。彼女も美魔女。喜芳とは大学生の頃から付き合い、現在同棲中。12歳の時から（実質）一人暮らししている。彼女も好奇心旺盛な性格。
堂島喜芳（どうしま きよし）
堂島興業の専務取締役→社長。まゆりに一目惚れしたバツイチ。久遠寺家とは古くからの知り合いであり、特に皇とは仲が良い（※彼より17歳上）。趣味は釣り。非常に気が長く、穏やかな性格。料理上手。まゆりに会う前から既に夫婦仲は冷え切っていた。
菊池和哉（きくち かずや）声 - 杉田智和
雪彦より10歳下の義弟。父親は菊池社長、母親はすでに故人である。後妻の静香を母親として、雪彦を兄として、さらには反抗期の自分を諌めてくれた皇を慕っている。一時期は年上のホステス・奈津実（声 - 稲垣美和子）と付き合っていた。素直な性格であり、現在は大学生活を謳歌中。
東郷（とうごう）
第二部より登場。航空一課→建材三課所属の新人社員。問題児だったが、雪彦の指導により彼を尊敬、最終的にはプロジェクト二課へ異動する。（本来）保以上に仕事上では有能な男。
籔内直嗣（やぶうち なおつぐ）
第二部より登場。ロングランナーの創業者兼社長。昔は皇と事業を興していたが、昴によって仲を切られた（現在は和解している）。病気に罹り、自分の会社を皇に託す。眼鏡をかけた温和な男。元妻は大野美弥子（おおの みやこ）、息子は真嗣（まさつぐ）。
越智（おち）
第二部より登場。雪彦より5歳上の異母兄にして、日本料理店店主。静香とは、店を開業するまで直接の面識はなかったが、父親の絵を通して知っている。10歳の時に父親が、数年前に母親が他界している。父親似。（本来）人見知りで引っ込み思案な性格。後に結婚、1児の父親となる。
森田啓一（もりた けいいち）
番外編のみ登場。祐一より5歳上の兄で、出版社の取締役。弟の数少ない理解者（?）。妻は房子、娘は美咲、長男は彰一、次男は仙一。一家ともども両親と一緒に暮らしている。